# Antjie Krog
Antjie Krog (née le 23 octobre 1952 à Kroonstad dans l'État libre d'Orange) est une poétesse, journaliste et universitaire sud-africaine qui écrit en afrikaans et en anglais.

## Biographie

### Enfance et jeunesse
Née en 1952 dans une famille d'écrivains, elle grandit dans une ferme à Kroonstad. Elle commence à écrire de la poésie très jeune car elle se sent seule.
Elle dit avoir pris conscience des mots à l'âge de 7-8 ans, lorsqu'elle pleure à la suite de la lecture de ses écrits dans son journal intime sur l'enterrement de sa grand-mère alors qu'elle ne l'a pas fait le jour même de l'enterrement.

### Études
En 1970, pendant les années les plus dures de l'apartheid, à l'époque où John Vorster est Premier ministre, elle publie dans le journal de son école un poème intitulé Mon beau pays qui scandalise la communauté afrikaner et attire l'attention de tout le pays :
Gee vir my 'n land waar swart en wit hand aan hand
 vrede en liefde kan bring in my mooi land.
Voyez, je me fais un pays (…) Où Noirs et Blancs, main dans la main
 apporteront amour et paix, dans mon beau pays
(traduction de Georges Lory.
En 1973, elle obtient une licence d'anglais à l'université de l'État-Libre d'Orange puis, en 1976, une maîtrise d'afrikaans à l'université de Pretoria,. Également diplômée de l'université d'Afrique du Sud (UNISA), elle enseignera plus tard dans une université pour les Sud-Africains noirs.

## Poésie
Surnommée « la Pablo Neruda de l'afrikaans » par sa contemporaine Joan Hambidge, elle publie à l'âge de 17 ans son premier livre de poèmes, Dogter van Jefta (La Fille de Jephté) et, deux ans plus tard, Januarie-suite (Suite de janvier). Suivent huit autres recueils de poèmes en afrikaans et un en anglais.

## Journalisme
Antjie Krog a travaillé pour diverses publications telles que Die Suid-Afrikaan, une revue aujourd'hui disparue, dont l'un des fondateurs était Hermann Giliomee. Plus tard, Pippa Green l'invita à rejoindre l'équipe de la radio sud-africaine (South African Broadcasting Corporation ou SABC). Pendant deux ans, sous le nom d'Antjie Samuel, elle collabore comme journaliste à l'émission AM Live consacrée à la Commission vérité et réconciliation (CVR). Après la fin des travaux de la CVR, elle occupe le poste de rédactrice parlementaire à la SABC.

## Prose
Son œuvre la plus connue à l'étranger est sans conteste La douleur des mots, chronique de la Commission vérité et réconciliation. Ce livre a inspiré le réalisateur John Boorman, qui en a tiré un film intitulé In My Country avec Samuel L. Jackson et Juliette Binoche.

## Vie privée
Antjie Krog est mariée à l'architecte John Samuel. Le couple a quatre enfants et trois petits enfants. Depuis 2004, Antjie Krog enseigne la littérature et anime des ateliers d'écriture au département d'afrikaans et de néerlandais de l'université du Cap-Occidental.

## Critique
En février 2006, le poète Stephen Watson l'accuse d'avoir plagié une partie de son livre Return of the Moon, ainsi qu'un autre livre, de Ted Hughes. Antjie Krog réfute ces accusations, ainsi qu'un certain nombre d'universitaires, de journalistes et d'éditeurs, qui défendent le travail d'Antjie Krog